# Mifleget ha-merkaz
Mifleget ha-merkaz (hebrejsky מפלגת המרכז‎; doslova „Strana středu“) byla izraelská sionistická politická strana založená v roce 1999 Jicchakem Mordechajem.

## Okolnosti vzniku strany
Strana vznikla 23. února 1999, když se ke konci chýlilo funkční období čtrnáctého Knesetu. Sdružili se v ní tři dosavadní poslanci Likudu (Jicchak Mordechaj, David Magen a Dan Meridor), dva poslanci Strany práce (Chagaj Mejrom a Nisim Zvili) a Eli'ezer Sandberg ze strany Comet. Ke straně se připojil také generál Amnon Lipkin-Šachak, který v té době končil ve funkci náčelníka generálního štábu izraelské armády, přičemž v roce 1994 to byli právě Lipkin-Šachak a Mordechaj, kdo ostře soupeřili o tento armádní post.
Navazovala v mnoha svých programových rysech na dřívější stranu ha-Derech ha-šlišit (Třetí cesta), která se odtrhla roku 1994 od Strany práce kvůli otázce případného vrácení Golanských výšin Sýrii, což Strana práce nevylučovala. V roce 1999 ale byla strana Třetí cesta součástí vládní koalice se stranou Likud a ztratila vzhledem ke svému malému vlivu na fungování vlády většinu své voličské atraktivity. Mordechaj byl více nakloněn mírovému řešení v duchu dohod z Osla než premiér Benjamin Netanjahu. Ve vládě se kvůli tomu Mordechaj opakově názorově střetával se svými stranickými kolegy. Zároveň nechtěl přejít od Likudu do tábora lídra levice Ehuda Baraka, se kterým nesouhlasil ještě víc.
Výraznou posilou pro novou stranu bylo v jejím počátku získání Dana Meridora, který měl pověst mladého a profesionálního politika Likudu a zkušenost s postem ministra spravedlnosti. Meridor byl synem člena Irgunu Elijahu Meridora. Tvořil tak civilní protiváhu Mordechajovi.

### Volby do Knesetu v roce 1999
Před volbami v roce 1999 strana přijala jméno Strana středu. Mordechaj zároveň kandidoval v přímé volbě na premiéra Izraele, ale tuto kandidatutu vzdal s tím, jak rostly preference Ehuda Baraka. Ve volbách do Knesetu získala Strana středu zhruba 5 % hlasů a šest mandátů.

### Vstup do vlády
Po volbách vstoupila Strana středu do koaliční vlády vedené Ehudem Barakem, v níž kromě Strany práce zasedala i strana Šas, Merec, Národní náboženská strana a Jisra'el be-alija. Mordechal se stal ministrem dopravy a vicepremiérem. Lipkin-Šachak nastoupil na post ministra turismu. Když v srpnu 2000 opustila strana Šas koalici, stal se člen Strany středu, Roni Milo, bývalý starosta Tel Avivu, ministrem zdravotnictví. V roce 2000 ale musel Mordechaj rezignovat na své funkce kvůli sexuálnímu skandálu z dob jeho působení v armádě. Strana středu se pak začala rozkližovat.

### Rozklad strany
Relativní mlčení Strany středu v době vyostřené polarizace Knesetu a radikalizace opozice proti Ehudu Barakovi podlomilo její sílu a její poslanci ji začali opouštět. Lipkin-Šachak ovšem z kabinetu nerezignoval a strana zůstala v konečné fázi jediným koaličním partnerem, který vládu Ehuda Baraka neopustil. Roni Milo a Jechi'el Lasri se vrátili do Likudu, poslanci Uri Savir, Lipkin-Šachak a Dalia Rabinová-Pelosofová založili stranu Derech chadaša a v poslaneckém klubu Strany středu tak nakonec zůstali jen Dan Meridor a Nechama Ronen. Voleb v roce 2003 se Strana středu neúčastnila.